# Таллапуса (Міссурі)
Таллапуса (англ. Tallapoosa) — місто (англ. city) в США, в окрузі Нью-Мадрид штату Міссурі. Населення — 78 осіб (2020).

## Географія
Таллапуса розташована за координатами 36°30′22″ пн. ш. 89°49′1″ зх. д. / 36.50611° пн. ш. 89.81694° зх. д. (36.506060, -89.817000).  За даними Бюро перепису населення США в 2010 році місто мало площу 1,16 км², уся площа — суходіл.

## Демографія
Згідно з переписом 2010 року, у місті мешкало 168 осіб у 68 домогосподарствах у складі 45 родин. Густота населення становила 145 осіб/км².  Було 77 помешкань (67/км²).
Расовий склад населення:
| - 97,6 % — білих - 1,8 % — корінних американців |

До двох чи більше рас належало 0,6 %. Частка іспаномовних становила 2,4 % від усіх жителів.
За віковим діапазоном населення розподілялося таким чином: 22,0 % — особи молодші 18 років, 63,7 % — особи у віці 18—64 років, 14,3 % — особи у віці 65 років та старші. Медіана віку мешканця становила 39,0 року. На 100 осіб жіночої статі у місті припадало 127,0 чоловіків;  на 100 жінок у віці від 18 років та старших — 118,3 чоловіків також старших 18 років.
Середній дохід на одне домашнє господарство  становив 32 616 доларів США (медіана — 33 750), а середній дохід на одну сім'ю — 38 725 доларів (медіана — 37 000). За межею бідності перебувало 40,1 % осіб, у тому числі 41,1 % дітей у віці до 18 років та 33,3 % осіб у віці 65 років та старших.
Цивільне працевлаштоване населення становило 43 особи. Основні галузі зайнятості: освіта, охорона здоров'я та соціальна допомога — 39,5 %, публічна адміністрація — 16,3 %, транспорт — 14,0 %.